# Germandat Republicana Irlandesa

Bandera nacionalista irlandesa, usada tant per l'IRB com per altres grups republicans

La Germandat Republicana Irlandesa (anglès Irish Republican Brotherhood gaèlic irlandès Bráithreachas na Poblachta) fou una organitzacció fraternal, secreta i clandestina, dedicada a fomentar la revolta armada contra la Gran Bretanya a Irlanda en el segle xix i primers anys del segle xx.

## Orígens
El 1858 aparegueren simultàniament tres grups fundats per gent que havia participat directament en la revolta del 1848 o bé eren influïts per la Jove Irlanda:
- James Stephens (1824-1901) fundà a Dublín el dia de Sant Patrici la Germandat Republicana Irlandesa (IRB), amb Thomas Clarke Luby, Garret O' Shaugheynessy, Peter Langan i James Denieefe. Era una societat de caràcter secret i nacionalista, influïda pels carbonaris italians i forta a les zones rurals, on ja hi havia tradició d'aquestes associacions.[1]
- Jeremiah O'Donovan Rossa (1831-1915) fundà a Skibbereen (comtat de Cork) la Fenix Association, de caràcter semblant a l'anterior.
- John O'Mahony (1815-1877), i Michael Doheny (1805-1863) fundarien a Nova York la Germandat Feniana (pels fianna), subsidiària de l'IRB de Stephens. O'Mahony havia fugit amb el seu amic Stephens, però el 1852 s'havia establit a Nova York, on Stephens li envià 400 $ per a fundar l'associació, formada principalment per emigrants, organitzat en circles i molt radical.

Les tres organitzacions s'uniren i formaren la Germandat Republicana Irlandesa (IRB) que recollia bàsicament els principis ideològics de Theobald Wolfe Tone i dels joves irlandesos, i planejava un alçament a tota Irlanda pel 1865. Malgrat ésser excomunicats per l'arquebisbe de Dublín, Paul Cullen, el 1863 celebraren la seva Primera Assemblea a Chicago, on s'organitzà una estructura a quatre nivells jerarquitzats, la subdivisió en cèl·lules hermètiques on només es coneixia la militància dels més propers.
Stephens afirmà que disposaven de 85.000 membres armats amb 50.000 fusells. Michael Davitt (1846-1906) enviava un informe des d'Anglaterra on afirmava que hi havia 15.000 fenians infiltrats a l'exèrcit britànic, i John Devoy (1842-1928) deia que comptaven amb 7.000 fenians a la guarnició anglesa d'Irlanda, composta per un total de 25.000 soldats. Del 1863 al 1865 Stephens va dirigir el diari Irish People a Dublín, amb John O'Leary (1830-1907), agnòstic, Thomas Clarke Luby (1821-1901), protestant, Charles Joseph Kickham (1828-1882), catòlic, i Jeremiah O'Donovan Rossa, tots ells dirigents de l'IRB, des d'on planejaren el futur alçament i cridaren els irlandesos a la rebel·lió.
El 1864 celebraren la Segona Assemblea a Cincinnati, on afirmaven comptar amb el suport de 250.000 membres i desfilaren pels carrers. El 1865, incitats per ells, uns 800 pagesos s'alçaren al comtat de Kerry, i en foren detinguts com a instigadors Kickham, O'Donovan Rossa, O'Leary i Clarke Luby. Stephens i Charles O'Connell intentaren assaltar el Fort Pigeon House de Dublín, on eren tancats els acusats, però també foren empresonats el novembre. Stephens aconseguiria escapar de la presó de Richmond i fugí a París, i d'ací a Nova York, però el seu autocratisme i la proposta de posposar l'aixecament previst l'oposaren als IRB-Fenians, i el 1867 s'establí a París, d'on tornaria més tard a Irlanda mercè una subscripció pública proposada per Charles Steward Parnell. El mateix 1867 adoptaren com a himne republicà God save Ireland, per T. D. Sullivan.

## Campanya d'agitació pel 1867
El 1866 Thomas J. Kelly (1833-1908) succeí Stephens i John Devoy com a caps de l'IRB, Preparà un cop de mà per l'11 de febrer del 1867. Amb Timothy Deasy assaltà el castell de Chester per tal d'alliberar-ne els presoners, però foren detinguts. Un comando fenià els alliberà, però en l'intent mataren tres policies. Per aquest motiu foren penjats de la forca William P. Allen, Michael Larkin i Michael O'Brien. Molts dels plans fenians foren descoberts mercè un infiltrat del servei d'intel·ligència britànica, Thomas Miller Beach (1841-1894).
El 1867 celebraren un nou Congrés a Filadèlfia, on 6.000 fenians ocuparen la ciutat. Com a resposta, el govern britànic empresonà 960 fenians i els suspengué el dret d'habeas corpus, entre ells al contrabandista i proveïdor d'armes Richard Burke. Per tal d'alliberar-lo decidiren dinamitar la presó de Clerckenwell, però fracassaren i en l'acció moriren 12 presoners (després augmentats a 18) i 120 resultaren ferits. Per aquests fets el 1868 fou penjat de la forca Michael Barrett, mentre que a Edward Meagher Condon finalment li commutaren la pena. També es produïren disturbis incontrolats a Clare, Cork, Limerick i Dublín. Però el 1867 foren excomunicats pel bisbe de Kerry, mossén Moriarty, qui el 1870 també aconseguí que fossin excomunicats pel Papa de Roma.
Aquest fracàs provocaria diverses escissions dins l'IRB. John Devoy, Daniel Cohalan, Joseph Mc Garrity i Pat Ford fundarien a Nova York el grup Clan na Gael, que editava el diari The Gaelic American des del 1867 i es dedicava a recollir diners per a les diverses intentones revolucionàries a Irlanda. Per altra banda, John O'Neill (1843-1873), exgeneral de la Unió, els anys 1866 i 1870 intentà dues expedicions al Canadà amb 800 fenians. El 7 de març del 1866 reclutà molts en la trobada del dia de Sant Patrici a Nova York, i el 10 d'abril es concentraren a Eastport (Maine) per tal de travessar Nova Brunswick, però foren dispersats. El 31 de maig uns 800 travessaren Buffalo (Nova York), ocuparen Fort Erie, tallaren el telègraf i el ferrocarril i s'autoanomenaren Irish Republican Army (IRA), però el 3 de juny en foren expulsats per 20.000 soldats; en tornar a Nova York foren rebuts com a herois. El 7 de juny del 1866 un miler de fenians comandats per Spier atacaren Pigeon Hill a Missiquoi County, Quebec, però foren rebutjats cap a la frontera. El 25 de maig del 1870 O'Neill i Spier plegats atacaren Eccles, al Canadà, però foren ràpidament rebutjats. El darrer intent d'invasió el va protagonitzar William B O'Donoghue el 5 d'octubre del 1871 quan atacà una posició de la Companyia de Hudson a Pembina (Manitoba), però foren rebutjats també.
O'Neill fou cap de l'IRB del 1867 al 1870 fins que fou capturat i empresonat, acusat d'instigar l'assassinat de Thomas D'Arcy Mac Gee i pels atacs al Canadà. John O'Leary sortiria de la presó el 1874 i es faria càrrec de l'organització. Des d'aleshores, en general, anaren abandonant els actes de terrorisme, però el 1881 va aparèixer una nova facció, els Irish National Invincibles.
Posteriorment abandonaren l'activitat insurreccional per a infiltrar-se en activitats més possibilistes, com la Lliga de la Terra Irlandesa fundada pel fenià Michael Davitt el 1879. Més tard Devoy va donar suport Charles Steward Parnell, i s'infiltrarien en la Lliga Gaèlica i en l'Associació Atlètica Gaèlica, tot captant una nova generació de joves nacionalistes irlandesos com Patrick Pearse. Molts dels seus dirigents participaren activament en l'Aixecament de Pasqua de 1916 i més tard recolliren diners per a la causa irlandesa als Estats Units. El 1922 Michael Collins la va integrar en el moviment republicà irlandès.

### Presidents de l'IRB (1858-1922)
El consell suprem de l'IRB es va crear el 1869. Nogensmenys James Stephens i Thomas J. Kelly eren reconeguts com a presidents o portaveus de l'organització. Teòricament, la presidència podia canviar cada dos anys entre 1869 i 1922.
Aquí hi ha la llista provisional de presidents de l'IRB. Algunes de les dades són incertes. A part d'això, val a dir que el president de l'IRB no sempre tenia un paper important en el moviment, i a vegades era un simple títol honorífic.
- James Stephens (1858-1866)
- Thomas J. Kelly (1866-1867)
- James Francis Xavier O'Brien (1869?-1872?)
- Charles Joseph Kickham (1873-1882)
- John O'Connor (1882?-1891?)
- John O'Leary (1891?-1907)
- Neal O'Boyle (1907-1910)
- John Mulholland (1910-1912)
- Seamus Deakin (1913-1914)
- Denis McCullough (1915-1916)
- Thomas Ashe (1916-1917)
- Seán McGarry (1917-1919)
- Harry Boland (1919-1920)
- Patrick Moylett (1920)
- Michael Collins (1920-1922)